# Guyencourt-sur-Noye
Guyencourt-sur-Noye – miejscowość i gmina we Francji, w regionie Hauts-de-France, w departamencie Somma.
Według danych na rok 1990 gminę zamieszkiwało 196 osób, a gęstość zaludnienia wynosiła 51 osób/km² (wśród 2293 gmin Pikardii Guyencourt-sur-Noye plasuje się na 801. miejscu pod względem liczby ludności, natomiast pod względem powierzchni na miejscu 982.).